# 周士琦
周士琦（16世紀—17世紀），字一韓，河南汝寧府光州商城縣人，明朝政治人物。

## 生平
周士琦是萬曆三十二年進士、兵部侍郎周之綱的侄子（商城县志记为侄孙），於天啟元年（1621年）中舉人，五年（1625年）成進士，獲授安平知縣，處理政務精明；調任棗強，壓制豪橫、扶助窮困，人民得其居所。之後他因為母親逝世辭官，服闋後起用為蕪湖知縣，在當地興辦學校、鼓勵農桑，判案明決，擢任御史時未任命就去世，人們都為他可惜。
父周家麟，选贡。弟周士璠，崇祯十六年进士。周士玑，选贡。周士璿，字虞赤，顺治初以岁贡知庆都，转知宛平，寻擢庆阳府同知，历南昌知府，所至有声。

## 引用
1. 1 2  康熙《光州志·卷五十六·忠義列傳》：周士琦，字一韓，兵部侍郎之綱姪，天啟乙丑進士。授安平令，發奸摘伏，四境肅然；調知棗強，抑強植弱，民得其所。丁內艱，服闋起知知蕪湖，興學校、勸農桑，片言折獄，案無留牘，行取八都，未及除官而卒，時論惜之。 節舊志
2. ↑  康熙《光州志·卷四十·選舉志中》：天啟辛酉科（舉人）有……周士琦 俱商城人